# Ladislav Svante Rieger
Ladislav Svante Rieger (25. dubna 1916 Malmö – 14. února 1963 Praha) byl český matematik, který se zabýval zejména matematickou logikou a axiomatickou teorií množin. Je považován za zakladatele těchto oborů matematiky v Československu.

## Život
Byl synem filozofa Ladislava Riegera a jeho manželky Elišky, rozené Jarešové. Narodil se ve Švédsku, kde jeho otec v letech 1915–1919 působil – odtud pocházelo i jeho druhé křestní jméno. Po absolvování gymnázia (1931–1935) studoval v letech 1935–1938 na Přírodovědecké fakultě Univerzity Karlovy matematiku a fyziku; jeho učiteli byli mimo jiné Vladimír Kořínek a Vojtěch Jarník. Za protektorátu pracoval jako výpočtář v letech 1941–1943 v Národní bance v Praze a pak v letech 1943–1945 ve společnosti AVIA.
Od roku 1945 působil na vysoké škole strojního a elektrotechnického inženýrství, z níž později vznikla Fakulta strojní ČVUT. V roce 1946 dokončil studium přírodních věd (rigorózní práce O uspořádaných grupách), v roce 1950 absolvoval půlroční studijní pobyt ve Varšavě. V roce 1951 byl jmenován docentem matematiky strojní fakulty ČVUT a působil tam jako vedoucí matematického ústavu až do roku 1958. Od roku 1951 přednášel zároveň i na Přírodovědecké fakultě UK (resp. na Matematicko-fyzikální fakultě, která se z ní v roce 1952 vyčlenila).
V roce 1953 se stal jedním z prvních členů nově založeného Matematického ústavu ČSAV. Od roku 1958 už se věnoval především vědecké práci v tomto ústavu. V roce 1960 dosáhl titulu doktora fyzikálně matematických věd (doktorská práce A contribution to Gödel’s axiomatic set theory – Příspěvek k Gödelově axiomatické teorii množin).
V roce 1947 se oženil s Helenou Holingerovou, s níž měl dvě dcery: Jitku (* 1950) a Alenu (* 1956). Patřil do rodu Riegerů, potomků Františka Ladislava Riegera; jeho osobou rod po meči vymřel. Je pochován na pražském Vyšehradském hřbitově.

## Dílo
Riegr se ve své vědecké činnosti věnoval zejména následujícím oblastem:
- teorie grup (1941–1952),
- teorie svazů a matematická logika (1949–1957),
- axiomatická teorie množin (1954–1963).

Úplný výčet jeho publikací má přes 50 položek, převážně se jedná o články ve vědeckých časopisech. Napsal i tři učební texty, jednu monografii (Algebraické metody matematické logiky, vydána až posmrtně v anglickém překladu "Algebraic methods of mathematical logic" v roce 1967) a jednu popularizační knížku (O grupách a svazech, 1952).